# Google涂鸦
Google涂鸦（英語：Google Doodle）是为庆祝节日、纪念日、成就以及纪念杰出人物等而对Google首页商标的一种特殊的临时变更。Google的第一个涂鸦是在1998年为火人祭活動设计的。这个徽标由拉里·佩奇和谢尔盖·布林亲自设计。此后Google的节日涂鸦都采用设计外包模式。2000年佩奇和布林让实习生黄正穆设计巴士底日的涂鸦。从这时开始，涂鸦开始由“Doodlers”团队的员工管理和发布。
Google涂鸦最初不是动画和超链接，而是与主题相关的静态图片。但自2010年代开始，涂鸦出现的频率及其复杂程度都有所增加。2010年1月，第一个动画涂鸦推出，这个涂鸦是纪念艾萨克·牛顿的。不久后，第一个交互式涂鸦推出，以纪念吃豆人诞生30周年。涂鸦中也开始加入超链接，里面的超链接通常链接到涂鸦主题的搜索结果页。截至2023年，Google已经在其主页上发表超过5000幅区域和国际涂鸦。

## 概况

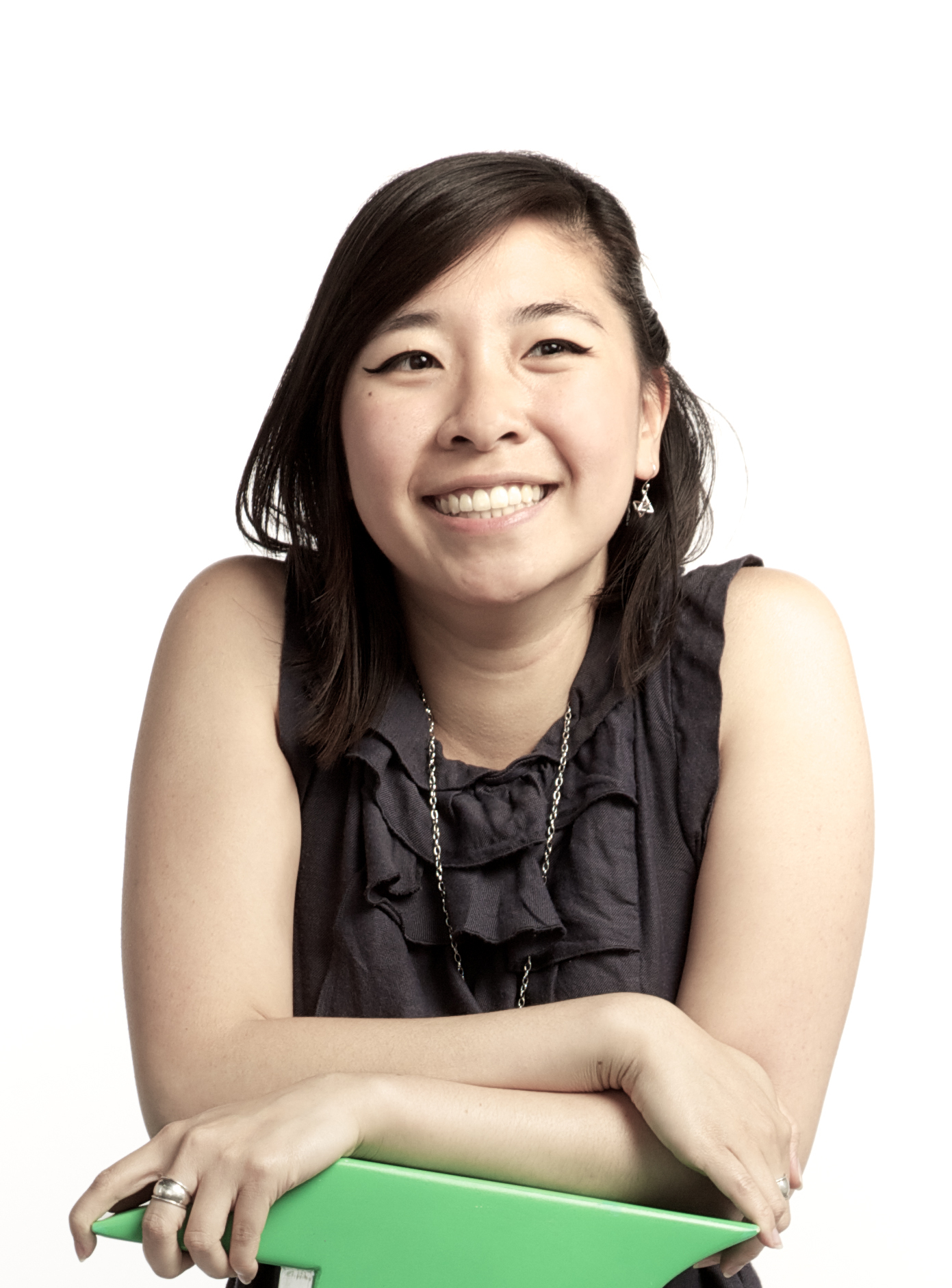
藝術家詹妮弗·霍姆曾為Google設計過許多塗鴉。

除了纪念一些知名节日和活动，Google亦在一些名人生日当天制作涂鸦纪念这些名人，曾被纪念的名人有安迪·沃荷、阿尔伯特·爱因斯坦、列奥纳多·达·芬奇、罗宾德拉纳特·泰戈尔、路易·布莱叶、艾拉·費茲潔拉、帕西瓦尔·罗威尔、爱德华·蒙克、尼古拉·特斯拉、巴托克·贝拉、雷內·馬格利特、约翰·列侬、迈克尔·杰克逊、罗伯特·穆格、黑澤明、萨蒂亚吉特·雷伊、H·G·威尔斯、弗雷迪·默丘里、萨缪尔·摩尔斯、汉斯·奥斯特、圣雄甘地、加博尔·德奈什、艾迪特·皮雅芙、康斯坦丁·布朗庫西、安东尼奥·维瓦尔第、儒勒·凡尔纳、萊昂哈德·歐拉、鳳飛飛、高錕、鄧麗君、田部井淳子等。而Google自身富有纪念意义的日期，如Google成立周年纪念，Google也会发布涂鸦来庆祝。一些富有历史意义的事件也是Google涂鸦的主题，例如，Google涂鸦曾使用樂高积木主题以纪念乐高积木诞生50周年。一些涂鸦主题是地区性的，而一些是全球通用的。

### 塗鴉者
設計Google塗鴉的插圖畫家，工程師和藝術家被稱為“塗鴉者”(Doodlers)。包括伊克·霍姆斯，Jennifer Hom，Sophia Foster-Dimino，Ranganath Krishnamani，和黃正穆等藝術家。

### 交互式动画涂鸦

Google的交互式《吃豆人》塗鴉。

2010年5月，为纪念街机游戏《吃豆人》诞生30周年，Google和南梦宫合作创作了第一个交互式涂鸦。该涂鸦于当年5月发布。塗鴉展示之際，商标“Google”变成了《吃豆人》中的迷宫，浏览Google首页的人能在Google商标上进行《吃豆人》游戏，遊戲中甚至模擬了《吃豆人》的遊戲背景音樂。商标底下的“手氣不錯”變成了“投入硬幣”按鈕，當點擊一下這個按鈕時，就能進入單人遊戲模式，玩家以方向鍵操控小精靈的移動；點擊兩下時，則會進入雙人遊戲模式。雙人遊戲中另一名玩家以W、A、S、D鍵操作。點擊三下時，則會進入正常“手氣不錯”搜索。2010年5月23日，该涂鸦從首頁移除。但當天晚些時候，由於大眾對交互式吃豆人塗鴉的喜愛，Google恢复了Google吃豆人頁面，现在依然可以通过搜索Google Pac-man找到。至今为止，《吃豆人》塗鴉吸引了全球約1億玩家。
此後，Google又陸續发布了更多的交互式涂鸦。
從那時起，Google繼續發布偶爾的互動和視頻塗鴉：
- 2010年10月8日，Google運行了第一個視頻塗鴉，一個簡短的動畫設置為“想像”的音樂，以紀念约翰·列侬的70歲生日。[17]
- 2011年9月5日，弗雷迪·默丘里的65歲生日，動畫剪輯為不要阻止我（英语：Don't Stop Me Now）。[17]
- 2011年4月15日，Google推出了第一部真人視頻塗鴉，紀念查理·卓别林的122歲生日。[18]這個塗鴉是一個黑白的YouTube視頻，點擊後，會重定向到其他的Google塗鴉。這部短片中的所有內容都由塗鴉者設計，並且可以在Blogger上找到特殊的幕後片段。
- 為了慶祝萊斯·保羅的96歲生日，Google於2011年6月9日開始播放互動電吉他塗鴉。除了能夠將光標懸停在塗鴉上，以便像萊斯·保羅的吉布森吉他

## “Doodle 4 Google”大賽

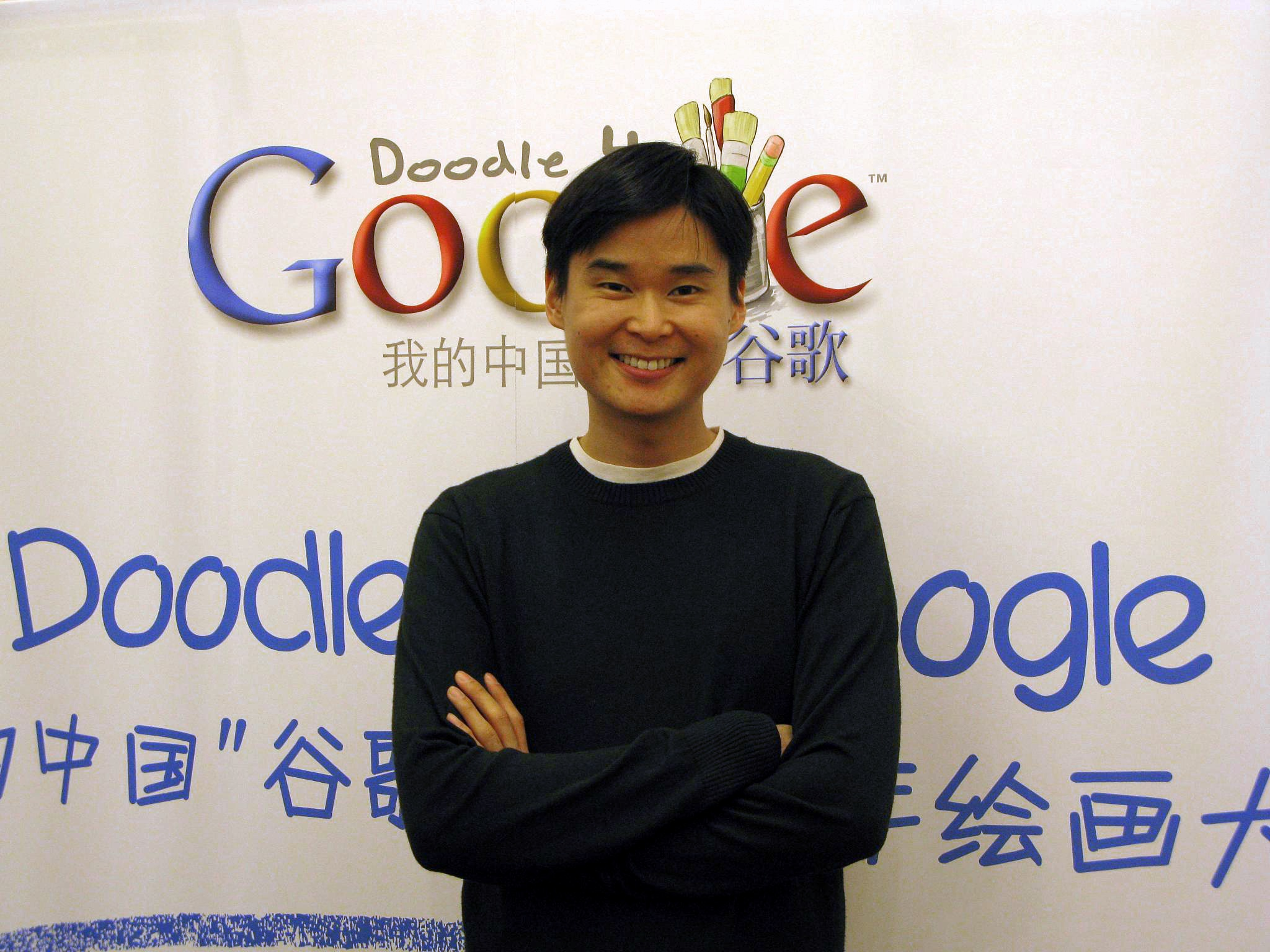
原“Doodler”員工黃正穆在北京參加“Doodle 4 Google”活動。

Google面向學生群體開設了“Doodle 4 Google”大賽，以鼓勵他們設計自己的Google涂鸦。入围的塗鴉作品會放入Doodle 4 Google網站展出，公眾可以在該網站票選出自己最喜歡的塗鴉作品，獲勝的塗鴉作品將在Google首頁展出24小時，其設計者更有機會參觀Googleplex。大賽最初在英國舉辦，但隨後擴展到了其它國家。

## 爭議與批評
2007年9月13日，Google在羅爾德·達爾生日當天發佈了紀念達爾的塗鴉作品。然而，這一天碰巧是猶太新年。由於達爾的反以色列背景，Google此舉招致了部分群體的批評。當天下午2:00，Google從首頁移除了此塗鴉，而其塗鴉專頁上亦无法找到此涂鸦。此外，最開始Google還被批評沒有在美國愛國節日，如亡兵紀念日和退伍军人节製作塗鴉作品。2007年，Google則製作了紀念退伍军人节的塗鴉。
2013年3月31日，Google被批評在當天沒有在其美國首頁發佈紀念復活節的塗鴉，而是發佈了紀念凱薩·查維斯生日的塗鴉。2014年，Google又因只發佈紀念日本围棋手的塗鴉而未發佈诺曼底登陆70週年的塗鴉受到公眾批評。为回应批评，Google删除了该标志，并为諾曼底入侵的图片添加了一系列链接。而一项研究表明，Google大多数涂鸦紀念的都是白人和男性，而與妇女或有色人種相關的塗鴉較少，Google也因此受到批评。Google稱正著手解决這個问题。
2016年5月19日，Google在美國首頁上發佈了紀念日裔美籍人權活動家河內山百合的塗鴉。由於河內山百合曾發表一些爭議性觀點，如對奥萨马·本·拉登和毛泽东表示崇拜，Google的這一舉措遭到了批評。美國參議員帕特·图米表示Google應向公眾致歉。但Google沒有正面回應此批評，亦沒有在首頁及塗鴉專頁移除這個塗鴉。

## 外部連結
- Google涂鸦存档（页面存档备份，存于）
- YouTube上的Google涂鸦頻道
- Google涂鸦的X（前Twitter）